# Oblast autonome des Karatchaïs-Tcherkesses
L’oblast autonome des Karatchaïs-Tcherkesses a été créé le 12 janvier 1922 au sein de la République socialiste fédérative soviétique de Russie dans le nord du Caucase, et est censé regrouper l'ensemble des tcherkesses et des Karatchaïs. L'oblast existe jusqu'au 26 avril 1926 quand il est divisé en oblast autonome des Karatchaïs et okroug national tcherkesse.
L'oblast est recréé le 11 février 1957 et devient le 16 mai 1992 la république de Karatchaïévo-Tcherkessie.